# Mo Ziwei
Mo Ziwei (chiń. 莫子文; ur. 30 grudnia 1996) – chiński florecista, olimpijczyk, srebrny medalista mistrzostw świata.
Podczas mistrzostw świata w Mediolanie w 2023 roku Chińczycy w składzie: Chen Haiwei, Mo Ziwei, Wu Bin i Xu Jie zdobyli srebrny medal w zawodach drużynowych. W rywalizacji indywidualnej zajął tam 25. miejsce. Był też między innymi ósmy drużynowo na mistrzostwach świata w Lipsku w 2017 roku.
Ponadto w 2023 roku zdobył złoty medal indywidualnie na mistrzostwach azjatyckich w Wuxi.
W 2024 roku reprezentował Chiny na Letnich Igrzyskach Olimpijskich 2024, gdzie w rywalizacji indywidualnej florecistów odpadł w 1/8 finału, a w turnieju drużynowym zajął piąte miejsce.